# Jahja ibn Abu Zakarija Jahja
Jahja ibn Abu Zakarija Jahja (arab. يحي بن أبي زكرياء يحي, zm. 1459) - wielki wezyr Maroka na dworze marynidzkiego sułtana Abdulhaka II, syn wezyra Abu Zakariji Jahji.
Jahja ibn Abu Zakarija Jahja należał do wpływowej dynastii Wattasydów. Jej członkowie od połowy XIII wieku sprawowali urząd wezyrów w Maroku i mieli decydujący wpływ na politykę państwa. Sułtan Abdulhak II próbował złamać potęgę wezyrów i w 1459 roku dokonał rzezi na Wattasydach. Masakrę przeżyło jednak dwóch synów Jahji, a jeden z nich - Muhammad - zdołał w kilka lat po śmierci Abdulhaka wywalczyć w 1471 roku sułtański tron dla Wattasydów.